# Reineckea carnea
Reineckea es un género monotípico  de plantas fanerógamas perteneciente a la familia de las asparagáceas, anteriormente en ruscáceas. Su única especie: Reineckea carnea es originaria de Asia.

## Descripción
Tiene rizomas cilíndricos, alargados, de 2 - 4 mm de espesor, delgados. Hojas 3-8, lineales, estrechamente oblanceoladas o lanceoladas, de 10-40 x 0,5-3,5 cm, glabras, ápice acuminado. Escapo de 5-15 cm. Pico 2-6,5 cm; brácteas ovado-deltoides, 5-7 mm. Flores fragantes, flores masculinas a veces  distal en punta. Perianto de color rosa pálido o rosa, 0.8 - 1.3 cm, tubo de 4 - 6 mm, lóbulos reflexos, oblonga, 5-7 mm, un poco carnosas. Filamentos con la parte libre de 3 - 4 mm. Baya roja en la madurez, 6 - 10 mm de diámetro. Fl. y fr. Julio a noviembre. Tiene un número de cromosomas de 2 n = 38 *.

## Distribución y hábitat
Se encuentra en los densos bosques, laderas sombrías y húmedas, laderas a lo largo de los valles, a una altitud de 100 - 3200 metros en Anhui, Guangdong, Guangxi, Guizhou, Henan, Hubei, Hunan, Jiangsu, Jiangxi, Shaanxi, Sichuan, Yunnan, Zhejiang y Japón.

## Taxonomía
Reineckea carnea fue descrito por (Andrews) Kunth y publicado en Abhandlungen der Königlichen Akademie der Wissenschaften zu Berlin 1842: 29. 1844.
Sinonimia
- Ophiopogon thunbergii Schult.f. ex Miq.
- Reineckea carnea var. rubra H. Lév.
- Reineckea ovata Z.Y.Zhu & Z.R.Chen
- Reineckea yunnanensis W.W.Sm.
- Sanseviella carnea Rchb. ex Steud.
- Sansevieria carnea Andrews basónimo
- Sansevieria rosea F.Dietr.
- Sansevieria sarmentosa Jacq.
- Sansevieria sessiliflora Ker Gawl.[4][5]